# 郡上温泉
郡上温泉（ぐじょうおんせん）は、岐阜県郡上市八幡町吉野にある温泉。郡上温泉にはホテル郡上八幡（郡上温泉 宝泉）があったが（後述）、2024年（令和6年）8月1日に営業停止となった。

## 泉質
- アルカリ性単純温泉（低張性アルカリ性低温泉）[1]
- 泉温 31.6°C[1]

## 温泉地
郡上温泉は郡上市八幡町吉野にあるホテル郡上八幡（郡上温泉 宝泉）の名称。「ホテル郡上八幡」は郡上市街地へ行く途中の長良川沿いにある一軒宿である。7種類の異なる風呂を完備した。

## 歴史
ホテルの創業は1988年（昭和63年）である。一方、温泉は1994年（平成6年）にボーリングによって湧出。2008年（平成20年）に千虎（ちとら）観光が運営を受け継いだ。しかし、資金繰りが悪化し、2024年8月1日を最後に営業を停止したと報じられた。

## アクセス
- 長良川鉄道越美南線郡上八幡駅より車で10分。
- 東海北陸自動車道美並ICより国道156号経由、車で10分。
- 東海北陸自動車道郡上八幡ICより国道156号経由、車で7分。